# 포장기계
포장기계(包裝機械, 영어:Packing machinery)는 물건을 포장해주는 기계를 말한다. 보통은 제품을 자동으로 포장해 주기 때문에 자동포장기계라 불린다. 또한, 제품포장을 위해서는 계량(計量, 영어:Measurement)을 통한 계량 기준 및 계량 값(보통은 중량기준 및 중량 값)을 포장의 단위로 하기 때문에 계량기능이 기본적으로 자동포장기계에 탑재된다. 그러므로 자동포장기계라 하면 자동계량포장기계를 의미한다.

## 개요
본 문서에서는 자동계량기계를 포함한 자동포장기계의 기능과 형태를 설명하며, 식품 및 제약산업에서 많이 사용되는 대규모 생산설비에 적용되는 자동포장기계를 이용한 생산라인에 대하여 간략히 알아본다.

## 할당
포장은 제품을 보호하기 위해 필요하며 오늘날에는 주로 포장 장비의 도움을 받아 이루어진다. 포장 장비는 다음과 같이 점점 더 중요한 역할을 하고 있다:
- 노동 생산성 향상. 개폐식 블리스터 밀봉 포장 장비는 수작업 포장보다 훨씬 빠르다.[2][3] 이에 대한 명확한 예로 사탕 포장기를 들 수 있다.[4][5] 수백에서 수천 개의 과자를 단 몇 분 만에 포장할 수 있다.
- 포장 품질 보장:[6] 기계식 포장은 수출 물품의 균일한 포장을 위해 특히 중요하다.[7]
- 진공 포장, 팽창식 포장, 케이스 포장 및 압력 충전과 같은 특수한 요구 사항을 충족한다.
- 부피가 크거나 무거운 제품을 취급할 때 인건비를 절감하고 작업 조건을 개선한다.
- 먼지, 독성 제품에 노출되지 않도록 작업자를 보호하고 환경 오염을 방지한다.
- 압축 포장을 사용하여 면화, 담배, 실크, 린넨 등과 같은 벌크 제품의 포장 비용을 절감하고 보관 비용을 절약할 수 있다.[8][9][10]
- 식품 및 의약품에 손이 닿지 않도록 하여 제품 위생을 확보하세요.

## 계량기계(計量機械, 계량기)
계량을 목적으로 하는 기계이다. 특히 포장기계에서는 중량을 포장의 기본단위로 사용하기 때문에 보통 중량계량기계를 의미한다.

## 계량기계의 종류
계량 목적물의 성질상태와 시장에서 요구하는 계량속도에 따라서 다양한 방법으로 계량이 이루어지고 있다.

### 1, 2 연식 및 다연식 계량기계

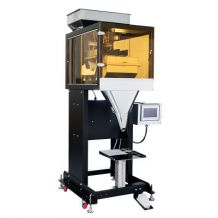
1연식 자동 계량기

흐름성이 좋은 제품을 계량하기 위한 계량기계이다. 영어로는 Linear Weigher인데, 한글로는 연식이라고 한다. 한문으로는 연식(連式)인 것 같으나 정확한 한문표기는 알 수 없다.
1연식은 하나의 로드셀이 있는 계량기계이며 n연식은 n개의 로드셀이 있는 계량기계이다. 작동원리는 상단의 저장호퍼에 담긴 제품이 아래의 진동바이브레이터를 통하여 공급, 이송되면 하단의 계량호퍼로 낙하되며 여기에 저장된 이송물의 중량이 로드셀을 통해서 읽혀지는 방식이다.
당연히 1연식보다 2연식이 계량 속도가 빠르다. 장점은 원하는 계량속도 및 포장속도에 따라 연식 수를 설정하여 경제적인 가격으로 계량 시스템을 구축할 수 있으나, 계량 호퍼(Hopper)에 담기는 중량이 낙차중량 - 바이브레이터가 정지하더라도 완전정지까지 걸리는 시간과 이로인한 추가적인 낙하, 그리고/또는 낙하물이 떨어지고 있을 때에는 중량으로 인식하지 못하는 중량 - 의 존재로 인한 중량 오차가 발생한다. 보통 밴드실러(Band Sealer)를 옆에 두고 작업을 하는데 이럴 때는 반자동포장기라고도 한다.

### 분말충전기

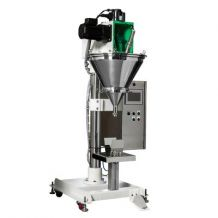
분말충전기(분말충진기)

비중이 낮아 비산하는 계량대상물을 계량 및 포장하는 기기이다. 계량 대상물을 분말충전기 상단의 저장호퍼로 이송하기 위해서는 진공이송기 또는 스크류이송기를 이용한다.
분말충전은 오거(Auger)의 회전속도/회전수 제어 방식 또는 중량-회전속도/회전수 제어 방식이 있다. 중량-회전속도/회전수 제어 방식은 고정밀도의 중량 측정방식이며 제품이 고가일 경우에 사용된다. 이에 반하여 회전속도/회전수 제어 방식은 계량대상물이 상대적으로 저가이거나 생산속도의 증대가 요구되는 제품에 적용된다.

### 액상충전기
물과 같은 액체를 충전하는 기계이다. 중량측정방식, 부피측정방식, 레벨센서방식, 그리고 질량유량측정방식이 있다.

### 조합식계량기(스케일계량기)
요즘 식품가공회사에서 기본적으로 사용하는 계량기계이다. 상단의 공급호퍼로 지송된 계량 대상물은 원형으로 연결된 계량호퍼 및 중간저장호퍼에 쌓이며 목적 중량에 맞는 중간저장호퍼를 열어서 조합하는 방식이다. 10개의 로드셀을 가지는 조합식계량기는 10헤드 조합식 계량기라고 불린다. 10헤드 이상의 조합식 계량기도 많이 사용되며 14Head, 24Head, 32Head 등등이 있다.
작동원리는 10헤드 조합식 계량기인 경우, 목적 중량이 40g이면 각 헤드(계량호퍼)에 전달되는 제품은 10-20g 이내로 설정한다. (상단의 진동공급장치의 진동세기를 조정). 그러면 계량호퍼에서 계량된 제품은 중간저장호퍼로 내려가서 저장되게 되고 메인콘트롤러는 여기에 저장된 값들을 기억, 목적 중량을 목표중량에 맞는 중간저장호퍼를 열어서 조합하게 한다.

## (자동)포장기계(包裝機械)
계량기계와 연계하여 제품을 포장하는 기계를 말한다.

## 포장기계의 종류
계량을 담당하는 계량기계에서 넘겨 받은 계량 단위(중량, 부피, 개수 등등)로 나누어진 대상물을 포장해주는 기계를 말한다. 포장기계는 포장 공정 및 포장의 형태에 따라 알맞은 방법으로 발전하여 왔다.

### 로타리포장기

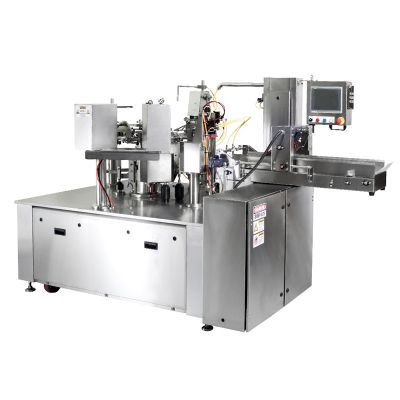
로타리 포장기의 외형

제대(상단이 열려있는 포장지)된 포장용지를 사용하며, 로타리처럼 회전 이동하면서 포장용지공급, 제품투입, 실링, 라벨링이 자동으로 이루어지는 자동포장기계를 말한다. 제품의 계량은 계량기계를 통해서 이루어지 약속된 타이밍에 의하여 로타리포장기로 제품이 투입된다. 조합식계량기와 같이 연동하는 경우, 조합식계량포장기 또는 조합식포장기라고도 한다.

### 수직삼면포장기
제대 되지 않은 포장필름원단을 사용하며, 원단은 제대된 포장용지와 같은 형태로 만들어 지며, 이러한 포장용지로 상단의 저장호퍼에서 계량된 단위중량의 제품이 낙하, 실링되는 자동포장기계이다.

### 스타휠-컨베이어 생산 라인

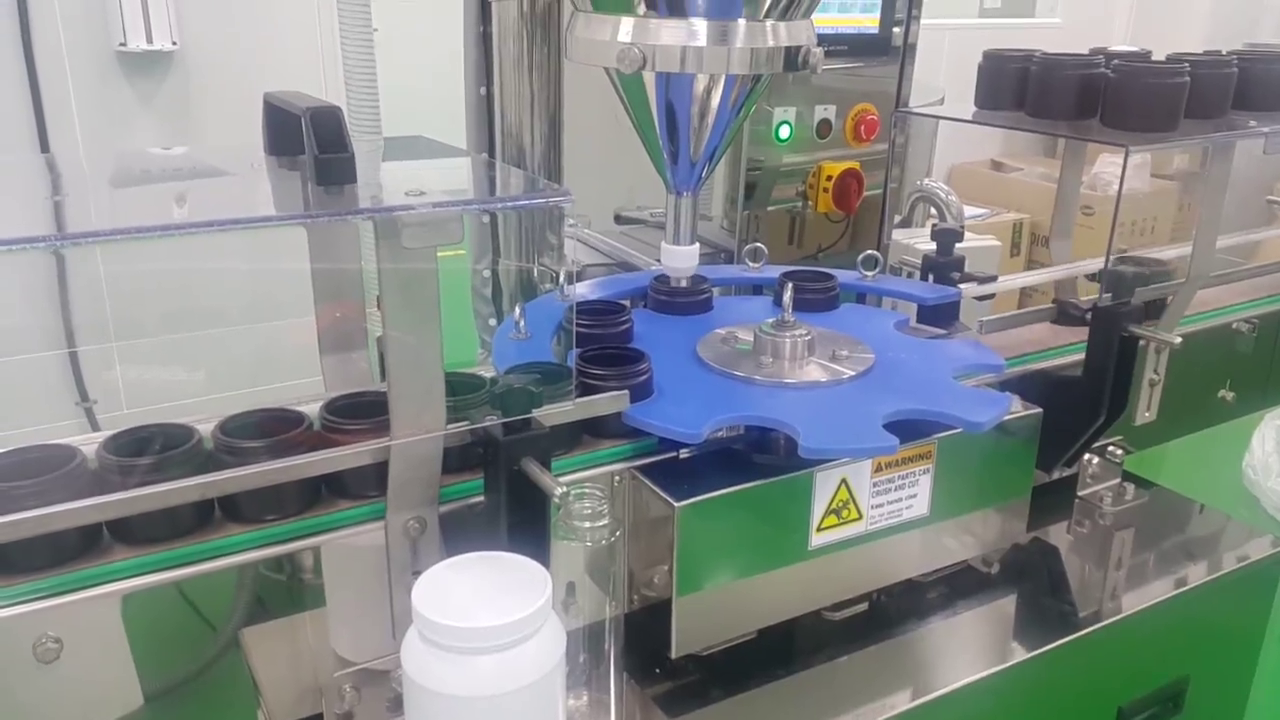
스타휠이 적용된 제품 생산 라인

컨베이어 상에 연속으로 공급되는 보틀제품에 내용물을 고속으로 자동 포장한다. 스타 휠은 스타(Star)형태의 휠(Wheel) 장치를 말하며 보틀제품을 특정 위치에 고정시키는 기능을 한다. 복수의 스타휠을 가지는 다중 라인을 가지는 자동포장시스템이 대형 음료, 제약 생산 공정에 투입되고 있다.
빈 보틀은 보틀 공급기를 통해서 라인이라 불리는 컨베이어에 올라타며 이물질 검사 공정을 통과한다. 스타휠은 빈 보틀을 내용물 충전을 위하여 특정 위치에 고정시킨다. 고정된 보틀에는 계량을 마친 내용물이 보틀 내부로 충전되며 뚜껑(캡)을 장착하는 단계로 이송된다. 캡이 장착되면 라벨링을 한 후 이상검출 공정을 통과 후 박싱공정으로 이송된다.

### 로타리포장기를 이용한 생산 라인

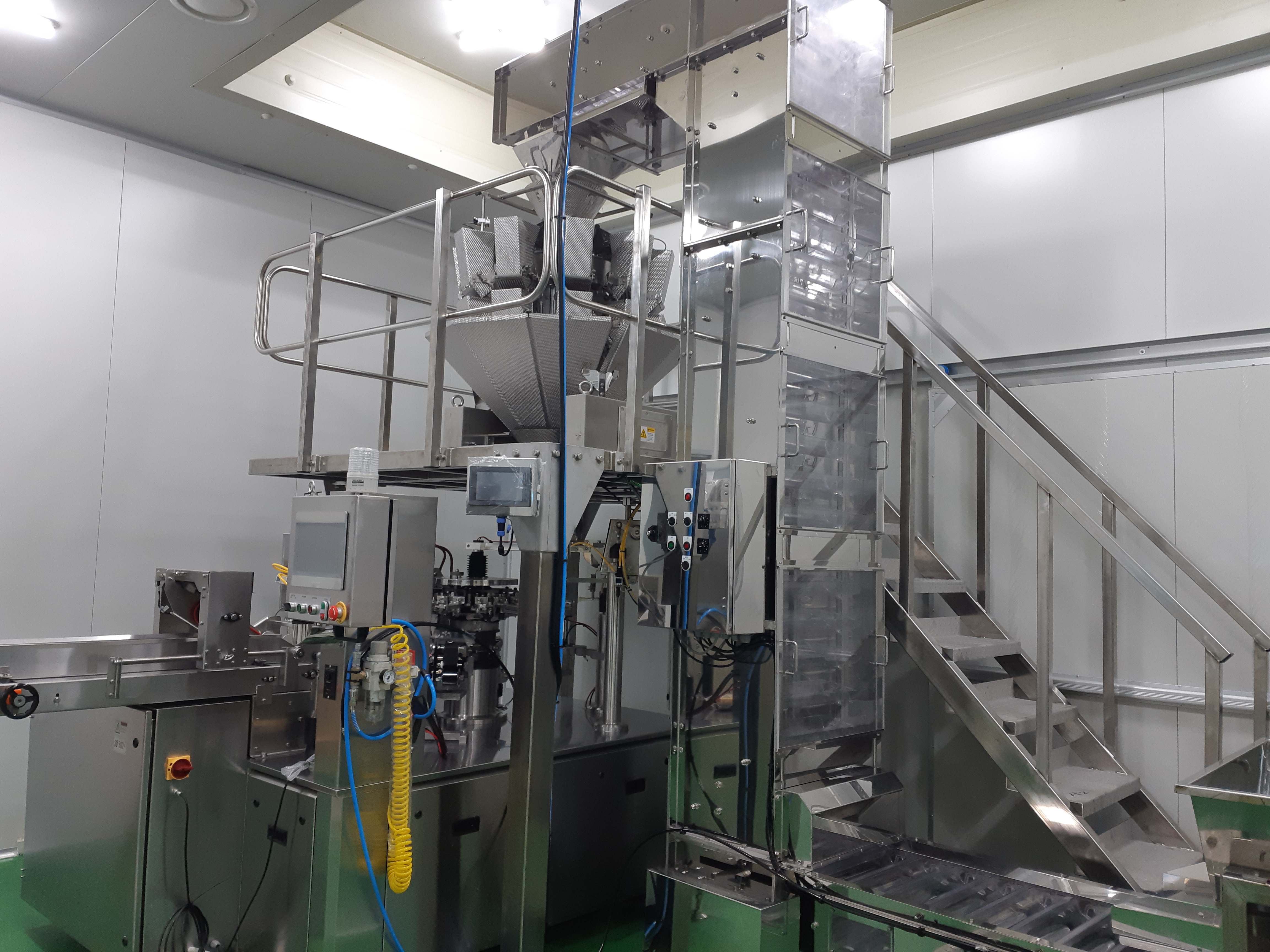
로타리 포장기를 이용한 생산 라인

생산 현장에서 자동포장 공정은 내용물 공급, 이송, 계량, 포장, 라벨링, 이상검출, 그리고 박스포장 공정으로 이루어진다.
내용물은 버켓-컨베어를 타고 조합식계량기의 상부로 이송된다. 이송된 내용물은 조합식계량기에 의하여 저장된 목표중량값 단위로 하부의 로타리포장기의 열려진 포장용지로 투입된다.
로타리포장기는 상단의 조합식계량기로부터 제품을 투입받기 위해서, 포장용지 자동 이송 및 급지, 상부 오픈(포장용지의 입구를 개방), 실링, 라벨링 후 이상검출을 위한 콘베이어 상에 제품을 올린다.

## 같이 보기
- 협동로봇
- HACCP
- 대기행렬이론
- 스카다